# هيرشيل تيرنر
هيرشيل تيرنر (بالإنجليزية: Herschell Turner)‏ مواليد 29 مارس 1938، هو لاعب كرة سلة أمريكي معتزل. بدأ مسيرته الاحترافية في سنة 1960. تم اختياره من قبل فريق فيلادلفيا سفنتي سيكسرز خلال الدرافت. يبلغ طوله 6 قدم 2 بوصة (1.9 م). اعتزل اللعب في 1968.

## روابط خارجية
- هيرشيل تيرنر على موقع سبورتس رفرنس (الإنجليزية)
- هيرشيل تيرنر على موقع كلية كرة السلة في سبورتس رفرنس.كوم (الإنجليزية)
- هيرشيل تيرنر على موقع ريلجم (الإنجليزية)
- هيرشيل تيرنر على موقع بروبوليرز (الإنجليزية)